# فهرست بزرگ‌ترین ستارگان شناخته‌شده
1. تیر < بَهرام < ناهید < زمین
2. زمین < نپتون < اورانوس < کیوان < مشتری
3. مشتری < ولف ۳۵۹ < خورشید < شباهنگ
4. شباهنگ < رأس پـِیکَر پَسین < ژوبین‌دار < پس‌رونده
5. پس‌رونده < پای شکارچی < قلب‌العقرب < شبان‌شانه
6. شبان‌شانه < سِتارهٔ نارسَنگ < وی‌وی قیفاووس < وی‌وای سگ بزرگ

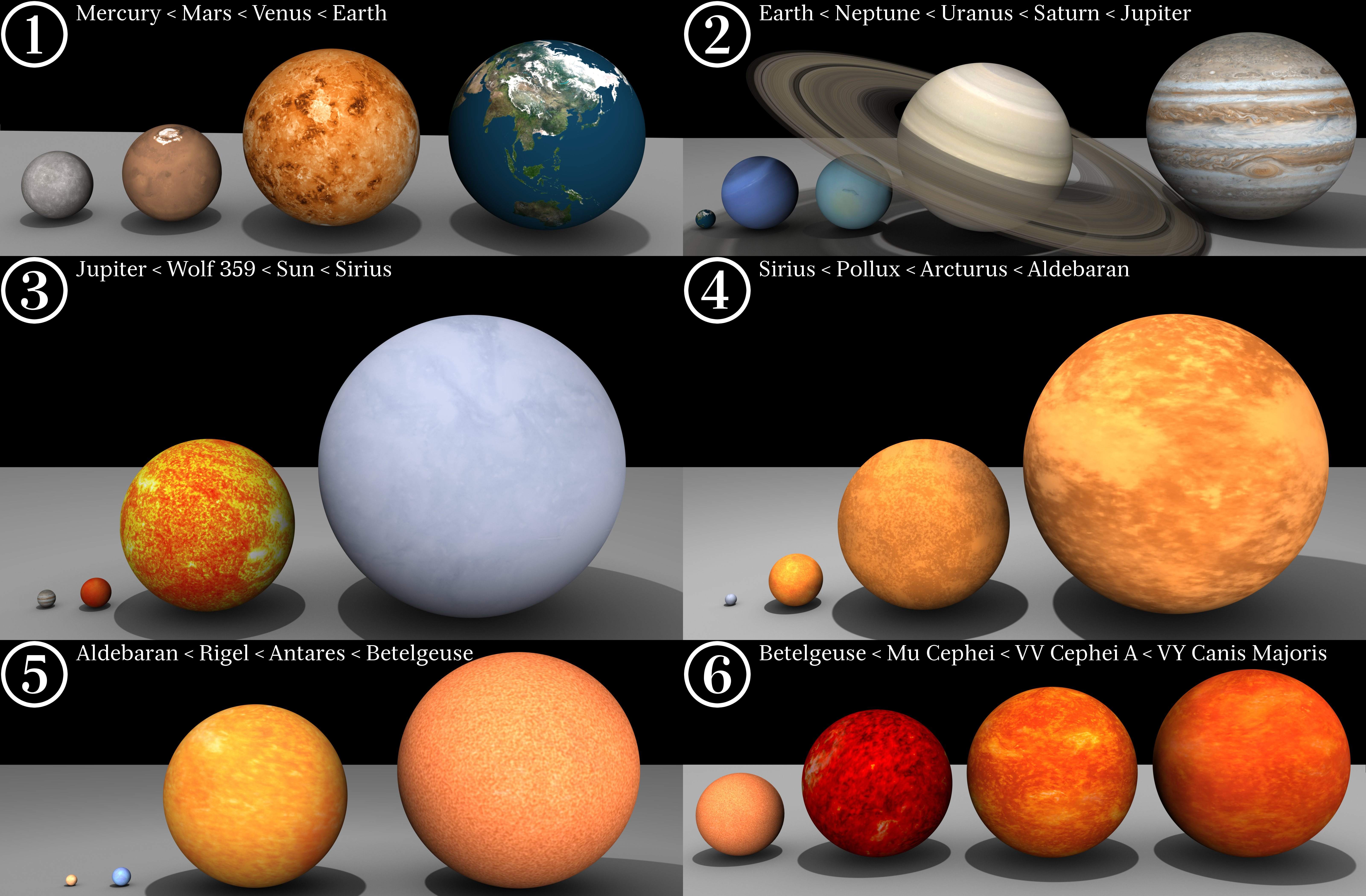
اندازهٔ نسبی سیاره‌های منظومهٔ خورشیدی و چندین ستارهٔ شناخته‌شدهٔ دیگر:

در این مقاله فهرستی از بزرگ‌ترین ستارگان شناخته‌شده، بر پایهٔ شعاع آمده‌است. واحد اندازه‌گیری مورد استفاده شعاع خورشید است. (تقریباً ۶۹۵٬۷۰۰ کیلومتر؛ ۴۳۲٬۳۰۰ مایل).
```
 
 
 
 
 
 
 
 
 
 
 
 
 
 
 
 
 
 
 
 
```

| استفنسون ۱۸-۲                                   | ۲۱۵۰                     | شعاع ۲٬۱۵۰ solar radii (۱٫۵۰×۱۰۹ کیلومتر؛ ۱۰٫۰ یکای نجومی؛ ۹۳۰٬۰۰۰٬۰۰۰ مایل) از درخشندگی بولومتری نزدیک به ۴۴۰٬۰۰۰ L☉ به دست آمد و دمای مؤثر تخمینی ۳۲۰۰، که به‌طور قابل توجهی بزرگتر از مدل‌های نظری بزرگ‌ترین ابرغول‌های سرخ پیش‌بینی شده توسط نظریه تکاملی ستاره ای است (حدود 1,500 R☉). با فرض صحیح بودن این مقدار، این امر آن را از دیگر ابرغول‌های قرمز معروف، مانند Antares A، Betelgeuse، VY Canis Majoris و UY Scuti بزرگتر می‌کند. |
| ان‌ام‌ال دجاجه                                    | ۱٬۶۴۰, ۱٬۱۸۳–۲٬۷۷۰       | |
| دابلیوااچ جی۶۴                                  | ۱٬۵۴۰ ± ۷۷               | This would be the largest star in the LMC, but is unusual in position and motion and might still be a foreground halo giant. Ohnaka (2009) calculates 1,730 R☉. |
| آردبلیو قیفاووس                                 | ۱٬۵۳۵                    | RW Cep is variable both in brightness (by at least a factor of 3) and spectral type (observed from G8 to M), thus probably also in diameter. Because the spectral type and temperature at maximum luminosity are not known, the quoted size is just an estimate. |
| Westerlund 1-26                                 | ۱٬۵۳۰-۱٬۵۸۰              | Very uncertain parameters for an unusual star with strong radio emission. The spectrum is variable but apparently the luminosity is not. |
| وی‌ایکس کمان                                     | ۱٬۵۲۰                    | VX Sgr is a pulsating variable with a large visual range and varies significantly in size. |
| کی‌وای ماکیان                                    | ۱٬۴۲۰–۲٬۸۵۰              | The upper estimate is due to an unusual K band measurement and thought to be an artefact of a reddening correction error. The lower estimate is consistent with other stars in the same survey and with theoretical models. |
| وی‌وای سگ بزرگ                                   | ۱٬۴۲۰ ± ۱۲۰              | قبلاً تصوّر می‌شد که این ستاره بسیار بزرگ‌تر از این است، و آن را بزرگ‌ترین ستارهٔ شناخته‌شده تا آن زمان می‌دانستند، امّا اندازه‌ای که در آن زمان برای این ستاره متصوّر بود، با نظریّهٔ تکامل ستاره‌ای سازگاری نداشت و این موضوع سبب سردرگمی دانشمندان شده‌بود. اندازه‌گیری‌های دقیق‌تری که بعداً انجام شدند، اندازهٔ متصوّر برای این ستاره را به‌شدّت کاهش دادند و مسئله حل شد. |
| AH Scorpii                                      | ۱٬۴۱۱ ± ۱۲۴              | AH Sco is variable by nearly 3 magnitudes in the visual range, and an estimated 20% in total luminosity. The variation in diameter is not clear because the temperature also varies. |
| وی‌وی قیفاووس ای                                 | ۱٬۰۵۰–۱٬۹۰۰              | فاصلهٔ دو ستارهٔ سامانهٔ وی‌وی قیفاووس از یکدیگر بسیار کم است، ازاین‌رو کشندهای گرانشی میان آن‌ها بسیار شدید است. در نتیجه به‌علّت حجم بسیار زیاد وی‌وی قیفاووس ای، و فاصلهٔ ناچیز دو ستاره از یکدیگر، وی‌وی قیفاووس ای شدیداً دچار ازشکل‌افتادگی می‌شود. در بخشی از مدار که فاصلهٔ دو ستاره به مقدار کمینهٔ خود می‌رسد، نیروی گرانشی وارده از وی‌وی قیفاووس بی به وی‌وی قیفاووس ای چنان شدید می‌شود که جریانی از مادّه از وی‌وی قیفاووس ای به وی‌وی قیفاووس بی ایجاد می‌شود. این جریان در درازمدّت می‌تواند جرم و ابعاد وی‌وی قیفاووس ای را به‌طور قابل توجّهی کاهش دهد. |
| RSGC1-F02                                       | ۱٬۳۹۸                    | |
| IRC+10420 (V1302 Aquilae)                       | ۱٬۳۴۲                    | |
| RSGC1-F01                                       | ۱٬۳۳۵                    | |
| اچ آر ۵۱۷۱                                      | ۱٬۳۱۵ ± ۲۶۰, ۱٬۵۷۵ ± ۴۰۰ | طول موجی که این ستارهٔ غول‌پیکر می‌تابد بسیار شبیه به خورشید است اما قطر آن ۱۳۰۰ بار بزرگ‌تر است. به عبارت دیگر اگر خورشید را از مرکز منظومهٔ شمسی برداریم و این ستارهٔ فراغول را جایگزین کنیم، همهٔ سیارات از تیر تا مشتری را در برخواهد گرفت. |
| SMC 18136                                       | ۱٬۳۱۰                    | This would be the largest star in the SMC. |
| پی‌زد ذات‌الکرسی                                  | ۱٬۲۶۰-۱٬۳۴۰ ۱٬۱۹۰-۱٬۹۴۰  | The upper estimate is due to an unusual K band measurement and thought to be an artefact of a reddening correction error. The lower estimate is consistent with other stars in the same survey and with theoretical models. |
| مو قیفاووس ("ستارهٔ نارسنگ" هرشل)                | ۶۵۰-۱٬۴۲۰                | |
| LMC 136042                                      | ۱٬۲۴۰                    | |
| بی‌آی دجاجه                                      | ۹۱۶-۱٬۲۴۰                | |
| SMC 5092                                        | ۱٬۲۲۰                    | |
| اس برساوش                                       | ۱٬۲۱۲ ± ۱۲۴              | در خوشهٔ دوتایی برساوش |
| LMC 175464                                      | ۱٬۲۰۰                    | |
| LMC 135720                                      | ۱٬۲۰۰                    | |
| RAFGL 2139                                      | ۱٬۲۰۰                    | RAFGL 2139 is a rare red supergiant companion to WR 114 that has a bow shock. |
| SMC 69886                                       | ۱٬۱۹۰                    | |
| RSGC1-F05                                       | ۱٬۱۷۷                    | |
| EV Carinae                                      | ۱٬۱۶۸-۲٬۸۸۰              | |
| RSGC1-F03                                       | ۱٬۱۶۸                    | |
| LMC 119219                                      | ۱٬۱۵۰                    | |
| RSGC1-F08                                       | ۱٬۱۴۶                    | |
| بی‌سی دجاجه                                      | ۱٬۱۴۰                    | |
| آرتی شاه‌تخته                                    | ۱٬۰۹۰                    | |
| وی۳۹۶ قنطورس                                    | ۱٬۰۷۰                    | |
| سی‌کی شاه‌تخته                                    | ۱٬۰۶۰                    | |
| وی۱۷۴۹ دجاجه                                    | ۶۲۰–۱٬۰۴۰                | |
| آراس برساوش                                     | ۱٬۰۰۰                    | در خوشهٔ دوتایی برساوش |
| ان‌آر روباهک                                     | ۹۸۰                      | |
| آردبلیو دجاجه                                   | ۹۸۰                      | |
| وی۶۰۲ شاه‌تخته                                   | ۸۶۰                      | |
| ابط‌الجوزا (آلفا جبّار)                           | ۹۵۰                      | |
| قلب‌العقرب (آلفا عقرب)                           | ۸۰۰                      | |
| تی‌زد ذات‌الکرسی                                  | ۸۰۰                      | |
| آی‌ایکس شاه‌تخته                                  | ۷۹۰                      | |
| اس‌یو برساوش                                     | ۷۸۰                      | در خوشهٔ دوتایی برساوش |
| تی‌وی جوزا                                       | ۷۷۰                      | |
| وی۳۵۵ قیفاووس                                   | ۳۰۰-۷۷۰                  | |
| وی۳۸۲ شاه‌تخته                                   | ۷۰۰                      | |
| ستارگان شناخته‌شدهٔ زیر برای مقایسه آورده شده‌اند. |                          | |
| وی۳۵۴ قیفاووس                                   | ۶۹۰-۱٬۵۲۰                | |
| سی‌ئی ثور ("ستارهٔ یاقوت")                        | ۶۰۸                      | |
| اس اسب بالدار                                   | ۵۸۰                      | |
| دبلیو مار باریک                                 | ۵۶۲                      | |
| تی قیفاووس                                      | ۵۴۰                      | |
| اس جبّار                                         | ۵۳۰                      | |
| آر ذات‌الکرسی                                    | ۵۰۰                      | |
| آر خرگوش                                        | ۵۰۰                      | |
| آر آندرومدا                                     | ۴۸۵ ± ۱۲۵                | |
| چی دجاجه                                        | ۴۷۰                      | |
| آلفا هرکول (رأس‌الجاثی)                          | ۴۶۰                      | |
| آر مار باریک                                    | ۴۶۰                      | |
| رو ذات‌الکرسی                                    | ۴۵۰                      | |
| میرا ای (امیکرون قیطس)                          | ۴۰۰                      | |
| وی۸۳۸ تکشاخ                                     | ۱٬۵۷۰ ± ۴۰۰              | وی۸۳۸ تکشاخ نوع جدیدی از اجرامی است که با نام نواختر سرخ درخشان شناخته می‌شوند. «ابرغول نوع ال» سرد بسیار بزرگی با چنین شعاع زیادی جسمی زودگذر و ناپایدار است که در عرض چند دههٔ آینده به‌سرعت منقبض خواهد شد. ۳۸۰ شعاع خورشیدی از سال ۲۰۰۹ |
| وی۵۰۹ ذات‌الکرسی                                 | ۴۰۰–۹۰۰                  | |
| اس ماهی طلایی                                   | ۱۰۰–۳۸۰                  | |
| یو جبّار                                         | ۳۷۰±۹۶                   | |
| آر ماهی طلایی                                   | ۳۷۰                      | |
| اچ‌آر شاه‌تخته                                    | ۳۵۰                      | |
| آر اسد                                          | ۳۵۰                      | |
| وی۳۳۷ شاه‌تخته                                   | ۳۵۰                      | |
| ستارهٔ تپانچه                                    | ۳۴۰                      | |
| اس اکلیل شمالی                                  | ۳۴۰                      | |
| وی۳۸۱ قیفاووس                                   | ۳۲۷                      | |
| پی کشتی‌دم                                       | ۲۹۰                      | |
| سای۱ ارّابه‌ران                                   | ۲۷۱                      | |
| سی‌دبلیو اسد                                     | ۲۵۰                      | |
| دجاجه اوبی۲-۱۲                                  | ۲۴۶                      | |
| امیکرون۱ کلب اکبر                               | ۲۳۱                      | |
| گاما تازی‌ها                                     | ۲۱۵                      | |
| وزن (دلتا کلب اکبر)                             | ۲۱۵±۶۶                   | |
| وی۸۱۰ قنطورس                                    | ۲۱۰                      | |
| زتا ارّابه‌ران                                    | ۲۰۰                      | |
| دلتا۲ شلیاق                                     | ۲۰۰                      | |
| لاندا بادبان                                    | ۲۰۰                      | |
| آراس کشتی‌دم                                     | ۲۰۰                      | |
| اتا شاه‌تخته (تسین‌شی)                            | ۸۵–۱۹۵                   | قبلاً چنین پنداشته می‌شد که پرجرم‌ترین ستارهٔ منفردی است که تا آن زمان کشف شده‌است، امّا در سال ۲۰۰۵ معلوم شد که یک سامانهٔ دوتایی است. |
| اپسیلون اسب بالدار (انف)                        | ۱۸۵                      | |
| ال شاه‌تخته                                      | ۱۷۹                      | |
| ۶ ذات‌الکرسی                                     | ۱۷۰                      | |
| رو برساوش                                       | ۱۶۴                      | |
| اپسیلون شاه‌تخته                                 | ۱۵۳                      | |
| گاما دجاجه (صدرالدجاجه)                         | ۱۵۰                      | |
| ال‌بی‌وی ۲۰-۱۸۰۶                                  | ۱۵۰                      | |
| اپسیلون جوزا (مبسوطه)                           | ۱۵۰                      | |
| اپسیلون ارّابه‌ران ای (الماعز)                    | ۱۳۵                      | |
| مو عوّا                                          | ۱۳۰                      | |
| ۶۶ آندرومدا                                     | ۱۳۰                      | |
| کیواس عقاب                                      | ۱۳۰                      | |
| ان‌او ارّابه‌ران                                   | ۱۳۰                      | |
| ۵۶ عقاب                                         | ۱۳۰                      | |
| ال کشتی‌دم                                       | ۱۲۶                      | |
| یوتا¹ عقرب                                      | ۱۲۵                      | |
| دلتا مرغ بهشتی                                  | ۱۲۵                      | |
| اچ‌آی‌پی ۱۱۰۳۰۷                                   | ۱۲۴٫۱                    | |
| ۳۲ G. مار باریک                                 | ۱۲۱٫۷                    | |
| آی شاه‌تخته                                      | ۱۲۰                      | |
| کسی کشتی‌دم                                      | ۱۲۰                      | |
| مو قوس (پولیس)                                  | ۱۱۵                      | |
| امیکرون۲ دجاجه                                  | ۱۱۵                      | |
| دنب                                             | ۱۱۴                      | |
| وی۵۳۳ شاه‌تخته                                   | ۱۱۴                      | |
| گاما صلیب جنوبی                                 | ۱۱۳                      | |
| زتا قیفاووس                                     | ۱۱۰                      | |
| گاما عقاب                                       | ۱۱۰                      | |
| ۳۴ عوّا                                          | ۱۱۰                      | |
| بتا آتش‌دان                                      | ۱۱۰                      | |
| آلفا مثلّث جنوبی                                 | ۱۰۹                      | |
| ستارهٔ سحابی گل صد تومانی                        | ۱۰۰                      | |
| بتا اسب بالدار                                  | ۹۵                       | |
| ۱۷ زرّافه                                        | ۹۱٫۳                     | |
| بتا آندرومدا                                    | ۹۰                       | |
| آر سپر                                          | ۸۷٫۴                     | |
| نو قیفاووس                                      | ۸۳٫۵                     | |
| گاما آندرومدا                                   | ۸۳                       | |
| تتا هرکول                                       | ۸۰                       | |
| وار ۸۳                                          | ۸۰                       | |
| رِجل‌الجبّار (بتا جبّار)                            | ۷۸                       | |
| آلفا خرگوش (ارنب)                               | ۷۷                       | |
| پی دجاجه                                        | ۷۶                       | |
| بتا ماهی طلایی                                  | ۷۶                       | |
| دی‌ال صلیب جنوبی                                 | ۷۵–۸۰                    | |
| پی هرکول                                        | ۷۲                       | |
| ۱۳ عوّا                                          | ۷۱                       | |
| آر خرگوش                                        | ۷۰٫۴                     | |
| بتا دجاجه ای۱                                   | ۷۰                       | |
| ۶۲ قوس                                          | ۷۰                       | |
| نو عقاب (ستارهٔ استوا)                           | ۶۶                       | |
| آر اکلیل شمالی                                  | ۶۵                       | |
| سهیل (آلفا شاه‌تخته)                             | ۶۵                       | |
| دلتا سنبله                                      | ۶۵                       | |
| دلتا قوس                                        | ۶۲                       | |
| آلفا برساوش (مرفق‌الثریّا)                        | ۶۰                       | |
| زتا جوزا (مقبوضه)                               | ۶۰                       | |
| اتا عقاب                                        | ۶۰                       | |
| ۸۹ هرکول                                        | ۶۰                       | |
| پسی قوس                                         | ۶۰                       | |
| آلفا دلو (سعدالملک)                             | ۶۰                       | |
| سی‌پی‌دی ۵۷۲۸۷۴-                                  | ۶۰                       | |
| خی² شکارچی                                      | ۵۹                       | |
| آلفا برساوش (مرفق‌الثریّا)                        | ۵۶                       | |
| یوتا ارّابه‌ران                                   | ۵۵                       | |
| اف‌اف عقاب                                       | ۵۵                       | |
| آلفا مرغ بهشتی                                  | ۵۵                       | |
| تاو¹ مار                                        | ۵۴                       | |
| بتا خرچنگ (ازره)                                | ۵۳                       | |
| آلفا تلمبه                                      | ۵۳                       | |
| زتا¹ عقرب                                       | ۵۲                       | |
| قلب‌الفرد (آلفا مار باریک)                       | ۵۰٫۵                     | |
| گاما اژدها (التنین)                             | ۵۰                       | |
| بتا دلو (سعدالسعود)                             | ۵۰                       | |
| اچ‌دی ۵۹۸۰ ای                                    | ۴۸–۱۶۰                   | |
| اپسیلون عوّا                                     | ۴۸                       | |
| زتا² عقرب                                       | ۴۸                       | |
| ای‌جی تلمبه                                      | ۴۷                       | |
| وی۴۲۸ آندرومدا                                  | ۴۶٫۳                     | |
| اچ‌دی ۱۳۱۸۹                                      | ۴۶                       | |
| اچ‌دی ۲۰۳۸۵۷                                     | ۴۶                       | |
| دبران (آلفا ثور)                                | ۴۴٫۲                     | |
| جدی (آلفا دبّ اصغر)                              | ۴۳٫۹                     | |
| آلفا ذات‌الکرسی (صَدر)                            | ۴۲                       | |
| آلفا قیطس (منخر)                                | ۴۲                       | |
| دلتا قیفاووس                                    | ۴۱٫۶                     | |
| بتا دبّ اصغر (کوکب)                              | ۴۱                       | |
| بتا اژدها                                       | ۴۰                       | |
| بی‌دی زرّافه                                      | ۴۰                       | |
| اچ‌دی ۵۹۸۰ بی                                    | ۴۰                       | |
| اتا کلب اکبر                                    | ۳۷٫۸                     | |
| ۸۷ اسد                                          | ۳۷                       | |
| گاما قنطورس                                     | ۳۶٫۵                     | |
| اس گونیا                                        | ۳۵٫۶                     | |
| آر۱۳۶ای۱                                        | ۳۵٫۴                     | پرجرم‌ترین و درخشان‌ترین ستاره‌ای است که تاکنون کشف شده‌است. |
| شر ۲۵                                           | ۳۵                       | |
| گاما اسد (جبهه)                                 | ۳۱٫۹                     | |
| آلفا زرّافه                                      | ۳۱٫۲                     | |
| آلفا دبّ اکبر (دبّه)                              | ۳۰                       | |
| ۱۱ سوسمار                                       | ۳۰                       | |
| بتا زرّافه                                       | ۳۰                       | |
| دجاجه اوبی۲ -۸ای                                | ۲۸                       | |
| اتا اسد                                         | ۲۷                       | |
| آر مرغ بهشتی                                    | ۲۶٫۳                     | |
| اپسیلون جبّار (نظام)                             | ۲۶                       | |
| اتا حوت                                         | ۲۶                       | |
| ملنیک ۴۲                                        | ۲۶                       | |
| سمّاک رامح (آلفا عوّا)                            | ۲۵٫۷                     | |
| اچ‌دی ۹۳۱۲۹ای                                    | ۲۵                       | |
| ۱۱ دبّ اکبر                                      | ۲۴٫۱                     | |
| اچ‌دی ۴۷۵۳۶                                      | ۲۳٫۵                     | |
| اپسیلون اسد                                     | ۲۳                       | |
| ۴۲ اژدها                                        | ۲۲ ± ۱                   | |
| آلفا تور                                        | ۲۱                       | |
| خی سنبله                                        | ۲۰٫۹                     | |
| ۱۹ قیفاووس                                      | ۲۰–۳۰                    | |
| اچ‌دی‌ئی۲۲۶۸۶۸                                    | ۲۰–۲۲                    | ابرغول همدم دجاجه ایکس یک |
| زتا جبّار (نطاق)                                 | ۲۰                       | |
| تتا عقرب (سرگس)                                 | ۲۰                       | |
| بتا هرکول (گرزدار)                              | ۲۰                       | |
| تتا مرغ بهشتی                                   | ۲۰                       | |
| آلفا تیر (السّهم)                                | ۲۰                       | |
| وسترلوند ۲                                      | ۱۹٫۳                     | |
| اچ‌آر ۲۴۲۲ تکشاخ (ستارهٔ پلاسکت)                  | ۱۹٫۲                     | |
| کاپا ذات‌الکرسی                                  | ۱۹                       | |
| بتا عقرب                                        | ۱۹                       | |
| بتا شلیاق (شلیاق)                               | ۱۹                       | |
| زتا کشتی‌دم                                      | ۱۸٫۶                     | |
| آر ۱۲۲                                          | ۱۸٫۵                     | |
| اچ‌دی ۹۳۲۵۰                                      | ۱۸                       | |
| آلفا میکروسکوپ                                  | ۱۷٫۵                     | |
| ال‌اچ۵۴–۴۲۵ ای                                   | ۱۷٫۵                     | |
| پسی۱ مار باریک                                  | ۱۷٫۱                     | |
| بتا قیطس (دنب قیطس)                             | ۱۷                       | |
| اپسیلون کلب اکبر (عذاری)                        | ۱۷                       | |
| ال‌وای ارّابه‌ران                                  | ۱۶                       | |
| تتا قنطورس (منکب قنطورس)                        | ۱۶                       | |
| بتا کلاغ                                        | ۱۶                       | |
| دلتا جبّار ای (منطقه)                            | ۱۵٫۸                     | |
| نو حوّا                                          | ۱۵٫۲۵                    | |
| آلفا حمل (حمل)                                  | ۱۵                       | |
| گاما ذات‌الکرسی                                  | ۱۴                       | |
| بتا حوّا                                         | ۱۳٫۲                     | |
| ۳۷ عقاب                                         | ۱۳                       | |
| اچ‌دی ۲۴۰۲۱۰                                     | ۱۳                       | |
| عیّوق ای آلفا ارّابه‌ران ای                        | ۱۲٫۲                     | |
| کسی عقاب                                        | ۱۲                       | |
| گاما آتش‌دان                                     | ۱۲                       | |
| گاما قوس (نصل)                                  | ۱۱                       | |
| ال‌اچ۵۴–۴۲۵ بی                                   | ۱۰                       | |
| وی‌وی قیفاووس بی                                 | ۱۰                       | |